# Lougourougoumbou
Lougourougoumbou ist eine Kommune in der Region Mopti, Kreis Bandiagara in Mali. Die Bewohnerzahl wurde 2010 auf 600 bis 700 geschätzt. Das Dorf befindet sich 17 Kilometer nordöstlich von Bandiagara. 
Der Schulze (Chef de Village) von Lougourougoumbou ist Nindiou Kassougné, der sein Amt seit 1982 innehat.

## Wirtschaft
Die Haupteinkommensquelle der Einwohner ist der Verkauf von zubereiteten Zwiebeln. Die Zwiebeln werden gemörsert und zu Bällen mit einem Durchmesser von 10 bis 20 Zentimeter zusammengepackt. Danach werden diese Bälle in der Sonne getrocknet und auf Märkten in den umliegenden Dörfern verkauft, von wo sie nach ganz Mali exportiert werden. Die Produktion ist sehr vom örtlichen Wetter abhängig.

## Unterstützung der Bildung
Das Kinderhilfswerk für die Dritte Welt baute 1995 eine Schule für das Dorf. Das nötige Geld (50.000 DM) wurde vom Lessing-Gymnasium Köln durch verschiedene Spendenaktionen zwischen 1994 und 1996 aufgebracht. Ein weiteres Gebäude wurde 1997 gebaut, wieder unterstützt durch das Lessing-Gymnasium.
Um die Lehrer zu bezahlen und Lehrmaterialien zu besorgen, veranstaltet das Lessing-Gymnasium Köln jedes Jahr die „Mega Mali Madness“. Bei dieser Veranstaltung spielen Jugendbands; die Eintrittsgelder gehen direkt zur Partnerschule in Mali.
Der erste „Mali Action Day“ fand im Jahr 2015 statt, um Geld für eine weiterführende Schule als Ergänzung der bestehenden Schule zu sammeln.